# Ocyale qiongzhongensis
Ocyale qiongzhongensis är en spindelart som beskrevs av Yin och Peng 1997. Ocyale qiongzhongensis ingår i släktet Ocyale och familjen vargspindlar. Inga underarter finns listade i Catalogue of Life.